# Sidney Armus
Sidney Armus (The Bronx, 19 december 1924 – Manhattan, 21 juni 2002) was een Amerikaans acteur.

## Biografie
Armus begon in 1951 met acteren in de televisieserie Suspense. Hierna heeft hij nog meerdere rollen gespeeld in televisieseries en films zoals The Thomas Crown Affair (1968), All My Children (1976), Heartburn (1986), Sleepless in Seattle (1993), Law & Order (1990-1994) en One Fine Day (1996).
Armus was ook actief in het theater, hij maakte in 1952 zijn debuut op Broadway met de musical Wish You Were Here in de rol van Itchy Flexner. Hierna heeft hij nog meerdere rollen gespeeld op Broadway. 
Armus is op 21 juni 2002 overleden in zijn woonplaats Manhattan (New York) aan de gevolgen van kanker.

## Filmografie[1]

### Films
- 1999 Gloria – als apotheker
- 1996 I'm Not Rappaport – als klant in winkel
- 1996 One Fine Day – als burgemeester Sidney Aikens
- 1996 Night Falls on Manhattan – als rechter
- 1994 Mixed Nuts – als vader van Chris
- 1993 Sleepless in Seattle – als informatieman bij kraam
- 1992 This Is My Life – als Morris Chesler
- 1990 Postcards from the Edge – als Sid Roth
- 1987 The Pick-up Artist – als Sidney
- 1987 Making Mr. Right – als juwelier
- 1986 Heartburn – als Leo
- 1983 Will There Really Be a Morning? – als rechter
- 1976 Nickelodeon – als rechter
- 1971 Who Is Harry Kellerman and Why Is He Saying Those Terrible Things About Me? – als Marvin
- 1968 The Thomas Crown Affair – als Arnie

### Televisieseries
Uitgezonderd eenmalige gastrollen.
- 2001 100 Centre Street – als Spiegelman – 4 afl.
- 1991 – 1993 Law & Order – als rechter Arthur Fishbein – 2 afl.
- 1976 All My Children – als Nigel Fargate - ? afl.
- 1954 The Philco Television Playhouse – als Willie – 2 afl.

## Theaterwerk opBroadway[2]
- 1992 – 1993 Conversations With My Father – als Zaretsky
- 1989 – 1990 The Tenth Man – als Sexton
- 1989 Café Crown – als dief / bloemist / bezorger
- 1965 – 1967 The Odd Couple – als Roy
- 1964 Never Live Over a Pretzel Factory – als mr. Balzac
- 1962 Harold – als Eddie Frecker
- 1958 – 1959 The Cold Wind and the Warm – als Willie
- 1954 – 1955 The Flowering Peach – als een vreemde man / leeuw
- 1952 – 1953 Wish You Were Here – als Itchy Flexner

- Bibliothèque nationale de France: cb17159201d (data)
- International Standard Name Identifier: 0000 0000 3501 1552
- Library of Congress Control Number: n94092179
- Virtual International Authority File: 16462191
- WorldCat: E39PBJxrTxjqPVfcCCvgfHmPQq